# Буйнов, Николай Михайлович
Николай Михайлович Буйнов (род. 19 июля 1967, Красноярск) — российский бизнесмен, миллиардер. Исполнительный директор и основной акционер Иркутской нефтяной компании с долей владения более 64 %. В 2024 году состояние Буйнова оценивалось в 3,3 млрд долл.

## Биография
Родился в Красноярске 19 июля 1967 года.
В 1990 году окончил Ленинградский институт инженеров железнодорожного транспорта. В 1990-х гг. организовал лесоперерабатывающее предприятие, а в 1995 году вместе с отцом создал Бодайбинскую энергетическую компанию, которая поставляла горюче-смазочные материалы золотодобытчикам на севере Иркутской области, а впоследствии наладила поставки для предприятий «Алросы» в Якутии, золотодобытчиков Красноярского и Хабаровского краев.
В 2000 году вместе с партнёрами учредил ООО «Иркутская нефтяная компания», чей бизнес начался с приобретения полубанкротного «Устькутнефтегаза».
Известен как крупный инвестор в сфере гостиничного бизнеса. В 2017 году Буйнов спонсировал реконструкцию Доходного дома Вавельберга, завершившуюся в 2021 году. По состоянию на январь 2022 года, здание используется в качестве пятизвездочного отеля.